# Abbas Hassan
Abbas Hassan (født 10. maj 1985 i Libanon) er en svensk fodboldmålmand, der spiller for Al-Nejmeh i Libanons bedste række.
Han var udlejet til AaB i sæsonen 2009/2010, men fik ikke en fast aftale og måtte dermed vende hjem til IF Elfsborg igen uden en eneste officiel kamp for AaB's førstehold. Umiddelbart efter han vendte tilbage til IF Elfsborg skiftede han til IFK Norrköping.

## International karriere
Hassan har (pr. 25. marts 2013) spillet 12 kampe for Libanons landshold. Han debuterede den 22. januar 2012 imod Irak. Hassan spillede en rigtig fornem debut, og det lod den tidligere Real Madrid træner og nuværende træner for Irans fodboldlandshold også mærke til, da han kom med følgende udtalelser om Hassan efter kampen: En ny international helt er blevet født i dag! For mig, blev resultatet Abbas Hassan 1 - Iran 0.